# Norak
Norak (tádžicky Норак, rusky Нурек) je město v Chatlonském vilájetu v Tádžikistánu. Vzniklo a je známé díky vodní elektrárně, která se rozkládá východně od něj. Žije zde 31 400 lidí, s okolními městy má potom 61 500 obyvatel. Divoká příroda v okolí učinila z Noraku oblíbené místo Tádžiků na výlety.

## Přírodní poměry a poloha

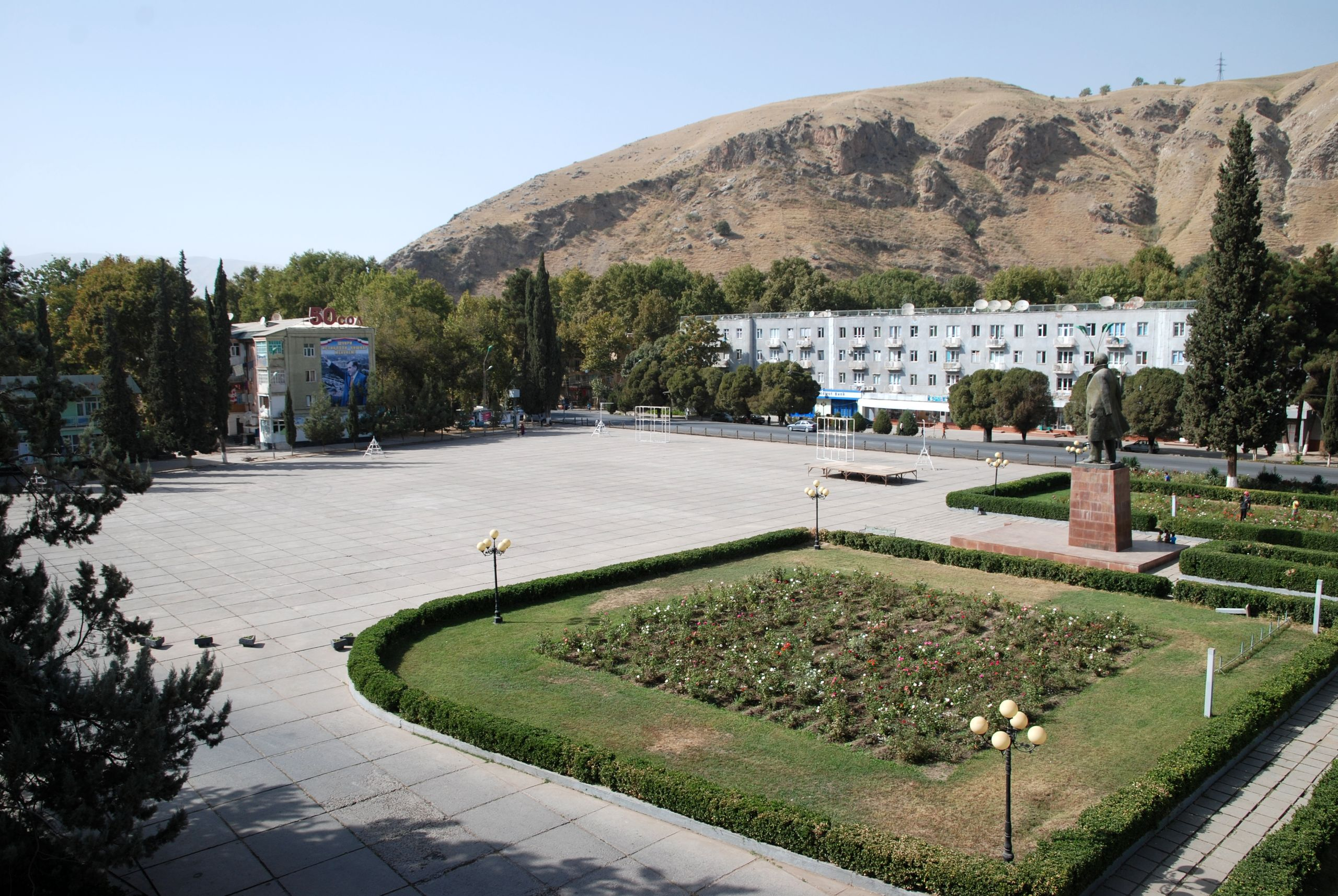
Leninova třída.

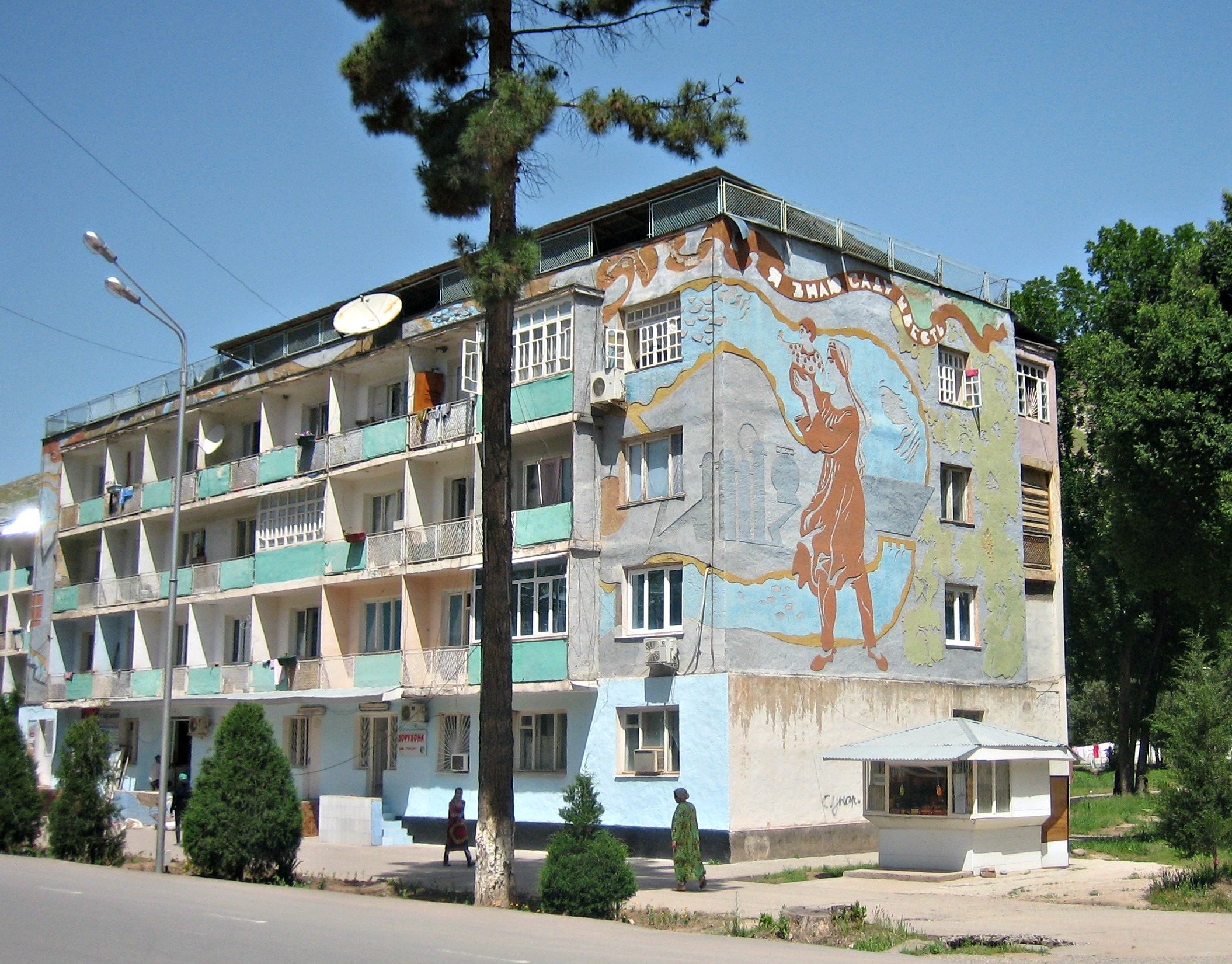
Obytný dům ze sovětských časů.

Město se rozkládá v údolí řeky Kyzylsu obklopené horskou krajinou. Vzdálené je 70 km jihovýchodně od hlavního města země Dušanbe. Okolo se nachází řada horských hřbetů, jako např. Pamír nebo Sarsarak; vrcholy mají nadmořskou výšku i přes 3000 metrů. 
Oblast města je seismicky vysoce aktivní a existuje zde značné riziko zemětřesení.

## Obyvatelstvo
V roce 1970 žilo v Noraku 13 165 obyvatel a roku 1979 to bylo 19 126. V roce 2010 potom 24 831 a nyní se odhaduje, že to je něco málo pod třiceti tisíci. 

## Historie
Lokalita dnešního místa byla osídlena lidmi od doby kamenné. 
Ve 30. letech 20. století se tehdejší sovětští inženýři zabývali myšlenkou výstavby vodní elektrárny v této lokalitě. 
Norak je mladým městem; první projekt na jeho zbudování vznikl v 50. letech 20. století. Skutečně bylo založeno v roce 1960 kvůli vzniku přehrady. Ta byla dokončena v roce 1980. Lokalita byla vybrána podle přírodních podmínek tak, aby město vyrostlo v relativně široké části údolí, zato vodní dílo mělo být zbudováno v úzké soutěsce. Vzhledem k náročnému terénu sem nebyla přivedena železnice, vybudována byla nicméně nová silnice (přes. tzv. Nurecká vrata), která umožnila dopravu hlavně těžkých nákladních vozidel na stavbu elektrárny.
Nové město přilákalo nejen obyvatele Tádžikistánu, ale dělníky ze všech republik bývalého SSSR, což vedlo k tomu, že z etnického hlediska tu bylo zastoupeno okolo čtyřiceti národností. Byl zde značný ruský prvek. Město bylo často vyobrazováno jako ideál sovětského nově vzniklého sídla. Další přezdívkou bylo tako město energetiků Tádžikistánu (rusky город энергетиков Таджикистана).
Status města získal Norak dne 16. prosince 1960 a v roce 1988 byl začleněn do současné oblasti, resp. vilájetu. Rychlý růst a průmysl nicméně znamenaly značnou míru znečištění, především vod, což vedlo k neutěšitelné situaci pro místní obyvatelstvo.
Řada menších průmyslových objektů, které byly postaveny ve městě rovněž, ale po roce 1991 začala upadat. Objevila se nezaměstnanost a život další generace byl vnímán jako horší, než před uvedeným rokem. Většina místních se věnovala různým pracím podle potřeby, nejednalo se ale o stabilní zaměstnání.
V 21. století se město a jeho okolí stalo turisticky atraktivním na národní úrovni. Někteří si zde staví chaty u jednotlivých jezer nebo řeky.
V roce 2018 zde došlo k teroristickému útoku, kdy útočník najel do pelotonu cyklistů, kteří byli ze západoevropských zemí a USA. Následně byly ve městě drženy domobranské hlídky. Vyšetřování vedlo k tehdejší organizaci Daeš.

## Kultura
Město bylo celé vyprojektováno v ose západ-východ. Hlavní Leninova třída je doplněna náměstím se sochou stejnojmenného revolucionáře. Centrální prostor doplnila budova radnice (hukimat), banky a hotelu. Naproti náměstí bylo zbudováno tržiště a na druhou stranu potom městský park. Ten pokračuje až k vyhlídce nad řekou Kyzylsu, kde stojí památník budovatelům vodní elektrárny. Na náměstí má potom sochu Ismáíl Sámání. 
Město má také vlastní dům kultury. Městská knihovna byla založena v roce 1974. Muzeum sídlí v budově bývalého kina.

## Ekonomika
Kromě vodní elektrárny se v blízkosti Noraku nachází také komplex Okno na sledování satelitů. Využívají jej vzdušně-kosmické síly Ruské federace. Mimo to zde stála továrna na výrobky ze železobetonu a potravinářský podnik.

## Doprava
Norak má napojení na silniční síť, nicméně pouze jediným směrem, a to přes malé město Vachdat dále v údolí řeky Kyzylsu. Železniční spojení do města zavedeno není. Místní autobusové nádraží bylo zbudováno ve stylu brutalismu, resp. sovětského moderismu.

## Sport
Místní fotbalový stadion má kapacitu 1500 míst.